# KaDee Strickland
Katherine Dee 'KaDee' Strickland (Patterson, 14 december 1975) is een Amerikaans actrice. Ze maakte in 1999 haar film- en acteerdebuut toen ze als bezoekster van een begrafenis in The Sixth Sense twee regels tekst kreeg. Sinds september 2007 speelt ze Dr. Charlotte King in de televisieserie Private Practice.
Strickland trouwde in november 2006 met acteur Jason Behr, met wie ze samen in The Grudge speelde.

## Filmografie
*Exclusief televisiefilms
- The Family That Preys (2008)
- American Gangster (2007)
- The Flock (2007)
- Walker Payne (2006)
- Fever Pitch (2005)
- The Grudge (2004)
- Anacondas: The Hunt for the Blood Orchid (2004)
- The Stepford Wives (2004)
- Knots (2004)
- Something's Gotta Give (2003)
- Anything Else (2003)
- Bomb the System (2002)
- Diamond Men (2000)
- Train Ride (2000)
- Girl, Interrupted (1999)
- The Sterling Chase (1999)
- The Sixth Sense (1999)

## Televisieseries
*Exclusief eenmalige gastrollen
- Private Practice - Dr. Charlotte King (2007-2013, 111 afleveringen)
- The Wedding Bells - Annie (2007, vier afleveringen)

- Bibliothèque nationale de France: cb15024657v (data)
- Gemeinsame Normdatei: 143823353
- International Standard Name Identifier: 0000 0001 1651 3538
- Library of Congress Control Number: no2005061464
- Nationale Bibliotheek van Polen: a0000002212372
- Système universitaire de documentation: 157135101
- Virtual International Authority File: 58815166